# Yola (miasto)
Yola – miasto we wschodniej Nigerii nad rzeką Benue. Stolica stanu Adamawa. Liczy ok. 393 tys. mieszkańców (2006).
Powstało w 1841 jako stolica państwa Fulan. Pełniło tę funkcję do jego zdobycia przez Brytyjczyków w 1901. Podczas pory suchej temperatura dzienna przewyższa 40 °C.
Miasto Yola składa się z dwóch części: starej Yoli z siedzibą emira oraz nowszej części Yola-Jimeta. Spory wpływ na rozwój tej drugiej mieli Europejczycy. Most na rzece Benue (oddany w 1980), wiele dróg oraz spore osiedle domków jednorodzinnych (Karewa) wybudowali Włosi. Również Polacy mieli wpływ w takich dziedzinach jak energetyka, melioracja, weterynaria czy medycyna.